# Schizymenium pectinatum
Schizymenium pectinatum là một loài Rêu trong họ Bryaceae. Loài này được (Müll. Hal.) A.J. Shaw & S.P. Churchill miêu tả khoa học đầu tiên năm 1989.